# Euploea minorata
Euploea minorata är en fjärilsart som beskrevs av Hans Fruhstorfer 1910. Euploea minorata ingår i släktet Euploea och familjen praktfjärilar. Inga underarter finns listade i Catalogue of Life.